# Castelul Dürnstein
Burgruine Dürnstein este un castel în ruine din Austria Inferioară, Austria. Ruinele castelului Dürnstein sunt situate la o altitudine de 312 m.

## Istoric
Familia Kuenring a cumpărat terenul din jurul castelului de la Mănăstirea Tegernsee la sfârșitul secolul al XI-lea. Hadmar I de Kuenring, care a fondat, de asemenea, abația Zwettl, a construit actualul castel la mijlocul secolului al XII-lea într-o locație strategică, cu vedere spre valea Dunării. Castelul este legat de orașul Dürnstein printr-un zid de apărare care se extinde din zidurile orașului.
Castelul este cunoscut ca fiind unul din locurile în care a fost închis regele Richard I al Angliei după ce a fost capturat în 1192 în apropiere de Viena de ducele Leopold al V-lea al Austriei.

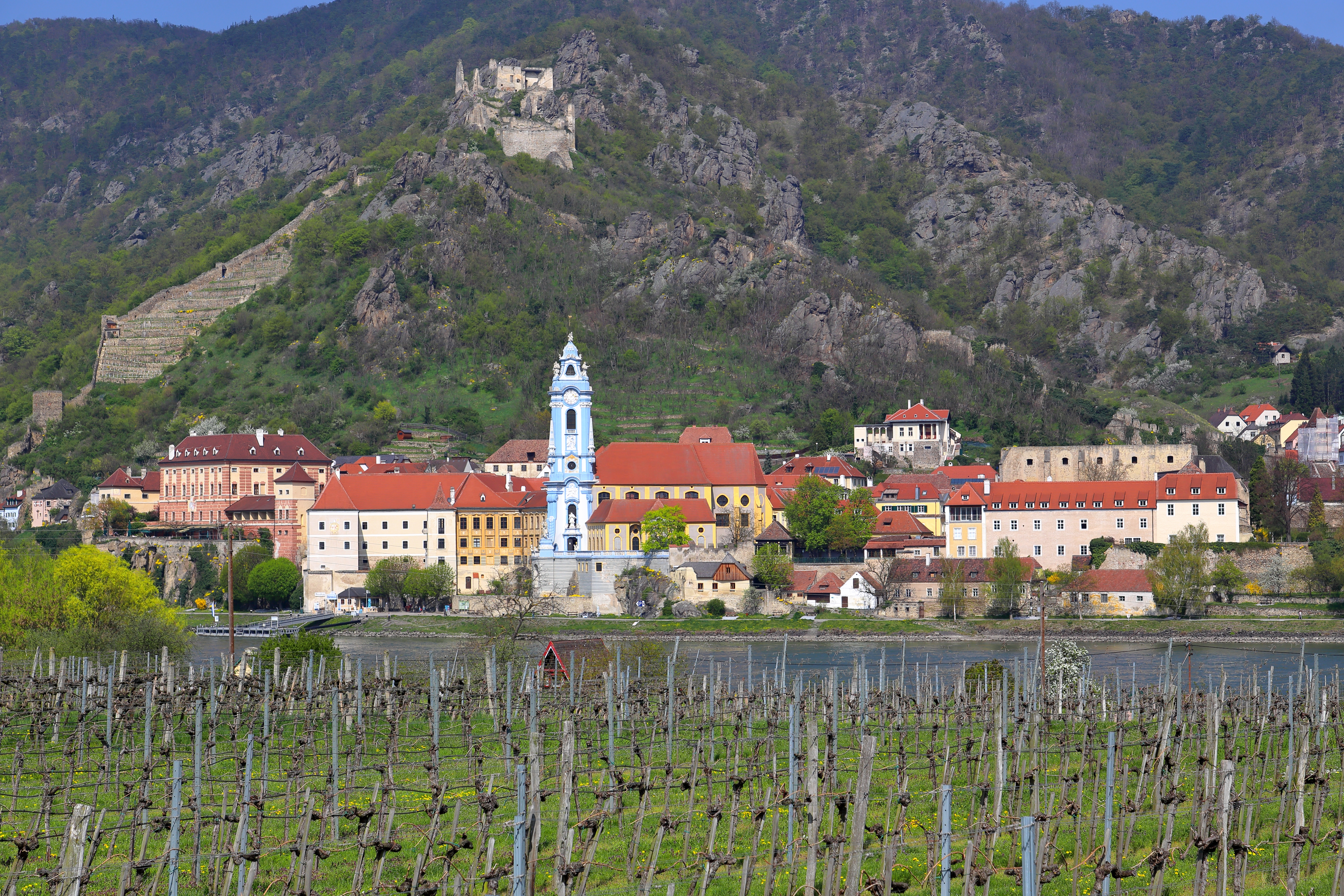
Dunărea, orașul Dürnstein și ruinele castelului, aflate pe deal.

În anii 1428 și 1432 husiții au jefuit orașul și castelul Dürnstein.
Aproape de sfârșitul Războiului de Treizeci de Ani trupele suedeze aflate sub comanda lui Lennart Torstensson au cucerit orașul Dürnstein în 1645. Suedezii în retragere au distrus unele porțiuni ale fortificației medievale. 
Castelul nu a mai fost locuit în mod permanent din anul 1622, dar a fost încă considerat ca un posibil adăpost în Războiul Austro-Turc (1663-1664). În 1663 Conrad Balthasar de Starhemberg a cumpărat castelul, care este încă deținut de moștenitorii săi până în prezent. Începând din 1679, cu toate acestea, castelul nu a mai fost locuit și a fost abandonat.